# Oudenburgs Vaardeken
El canal Oudenburgs Vaardeken o Oudenburgs Vaartje forma la connexió entre el Canal Plassendale-Nieuwpoort i l'Stedenbeek a través dels pòlders al nord de la ciutat d'Oudenburg a la província de Flandes Occidental de Bèlgica. Avui ja no és navegable. Serveix només per desguassar l'aigua de pluja d'Oudenburg. Fa part de la conca de l'IJzer.
El canal va excavar-se al segle xii en profitar un priel de l'Ieperleet pel comerç de teixit de llana, una indústria important de la ciutat d'Oudenburg a l'edat mitjana. Tot i perdre el seu paper econòmic, la zona de borneig encara testimonieja la seva antiga importància. Es troba un vell mas abacial al seu marge. Antigament a la desembocadura al canal de Plassendale hi havia un pont que tenia el nom de Jeneverpiete.
El seu nom prové d'un antic diminutiu del mot neerlandès vaart que significa canal.